# Kasenetz-Katz
Kasenetz-Katz è stato un duo di produttori discografici statunitense composto da
Jerry Kasenetz (Brooklyn, 5 maggio 1943) e
Jeffry Katz (Brooklyn, 29 maggio 1947). A loro è attribuita la paternità del bubblegum pop.

## Storia
Stando a un documento del 1997, Kasenetz e Katz si conobbero mentre frequentavano l'università dell'Arizona e iniziarono a lavorare come manager per musicisti di New York. Il primo singolo da loro prodotto, firmato da Christine Cooper (S.O.S, 1965) catturò l'attenzione del discografico Neil Bogart, che iniziò a collaborare con il duo.
A Kasenetz e Katz è attribuita l'invenzione del bubblegum pop della seconda metà degli anni sessanta. Tramite l'agenzia Super K, appoggiata alle etichette Buddah e Kama Sutra, e con il supporto del gruppo di studio The Shadows of Knight, il duo produsse una dozzina di singoli di grande successo firmati da gruppi come Music Explosion (Little Bit O' Soul, 1967), 1910 Fruitgum Company (Simon Says, 1967), Crazy Elephant (Gimme Gimme Good Lovin'), Archies (Sugar, Sugar, 1969), Lemon Pipers (Green Tambourine 1967; Jelly Jungle, 1968) e Ohio Express (Yummy Yummy Yummy, 1968; Chewy Chewy, 1968).
Sul finire del decennio il duo formò l'orchestra Kasenetz-Katz Singing Orchestral Circus, composta da 46 elementi provenienti da gruppi che avevano precedentemente collaborato con il duo quali 1910 Fruitgum Company, Music Explosion, Ohio Express, Lt. Garcia's Magic Music Box, J.C.W. Ratfinks, 1989 Musical Marching Zoo, St. Louis Invisible Marching Band e Teri Nelson Group. Il complesso si esibì alla Carnegie Hall di New York nel 1968 e pubblicò il singolo da classifica Quick Joey Small (1968).
Negli anni seguenti Kasenetz e Katz non riuscirono più a produrre la stessa quantità di successi. Prima di terminare la loro carriera negli anni settanta, lavorarono ai dischi di Ram Jam (Black Betty, 1977), 10cc e Bo Diddley.